# Anna Szarek (modelka)
Anna Szarek (ur. 30 stycznia 1985 w Garwolinie) – polska modelka i aktorka.

## Życiorys
Z wykształcenia jest psychologiem. Na stałe mieszka w Warszawie.
Przez kilka lat była związana ze światem mody i agencją NEXT w Nowym Jorku. Współpracowała także z warszawską agencją New Age Models. Pracowała w Tokio, Barcelonie, Miami, Mediolanie i Hamburgu.
Karierę aktorską rozpoczęła u Patryka Vegi, od epizodu w Instynkcie. W 2012 roku zagrała w filmie Hans Kloss. Stawka większa niż śmierć rolę Ingrid Heizer, nawiązującej do postaci właścicielki kawiarni Cafe Ingrid, członkini siatki szpiegowskiej. W tym samym roku wystąpiła w filmie komediowym Last Minute (reż. Patryk Vega), w roli Natalii, licealnej miłości bohatera. Gościnnie wystąpiła w popularnych serialach Komisarz Alex w reżyserii Roberta Wichrowskiego, Hotel 52 w reżyserii Grzegorza Kuczeriszki. Wystąpiła w teledyskach grupy Kreuzberg – „DrzewoNadzei” i „Niecierpliwa”.

## Kontrowersje
10 grudnia 2012 roku „Puls Biznesu” opublikował tekst, w którym sugeruje, że życiowy partner Szarek, prezes Giełdy Papierów Wartościowych Ludwik Sobolewski, lobbował wśród spółek notowanych na giełdzie w sprawie sponsoringu filmu Patryka Vegi Last minute (początkowo Zemsta Faraona), w którym Anna Szarek miała zagrać jedną z głównych ról. Następnie informacje potwierdziła większość ogólnopolskich tytułów prasowych. Film pojawił się w kinach 22 lutego 2013 roku.

## Filmografia
- 2011: Instynkt jako prostytutka
- 2012: Hans Kloss. Stawka większa niż śmierć jako Ingrid
- 2012: Komisarz Alex jako Anna (odc. 19)
- 2012: Last minute jako Natalia Wis, licealna miłość Tomasza
- 2013: Hotel 52 jako Agata Wilczyńska (odc. 87)